# Rosička (Vysočina)
Rosička é uma comuna checa localizada na região de Vysočina, distrito de Žďár nad Sázavou.